# 오바 슈
오바 슈(일본어: 大場 朱羽, 2002년 7월 11일 ~ )는 일본의 여자 축구 선수이다.

## 국가대표팀 경력
2018년 FIFA U-17 여자 월드컵, 2022년 FIFA U-20 여자 월드컵에 출전했다. U-20 월드컵 준우승에 기여했다.
그녀는 2022년 아시안 게임에 참가할 일본 대표B팀에 발탁, 우승.
그녀는 2024년 5월 31일 뉴질랜드과의 경기에서 일본 국가대표팀에 데뷔했다. 2024년 하계 올림픽에도 출전했다.

## 통계
| 일본 | 일본 | 일본 |
| 연도 | 출전 | 득점 |
| ---- | ---- | ---- |
| 2024 | 1    | 0    |
| 통산 | 1    | 0    |